# Nobile Contrada di Sant'Ambrogio
La Nobile Contrada di Sant'Ambrogio è stata una contrada di Milano appartenente al sestiere di Porta Ticinese.

## Confini
I confini della contrada correvano lungo via Lupetta, dove confinava con la contrada della Lupa, e proseguivano lungo piazza Sant'Alessandro, via Amedei fino all'Olmetto, dove confinava con la contrada del Fieno. Il confine poi proseguiva lungo via Olmetto, via dei Piatti e via Torino fino a piazza San Giorgio in Palazzo, per poi continuare lungo via Bagnera e piazza Mentana, dove confinava con sestiere di Porta Vercellina, fino all'incrocio tra via Bollo e piazza San Sepolcro.  

## Luoghi di culto
Nella contrada erano presenti la chiesa di Sant'Ambrogio in Solariolo, la chiesa di San Giorgio al Palazzo e la chiesa di San Sebastiano in Balla, quest'ultima sul confine con la contrada della Lupa.

## Storia

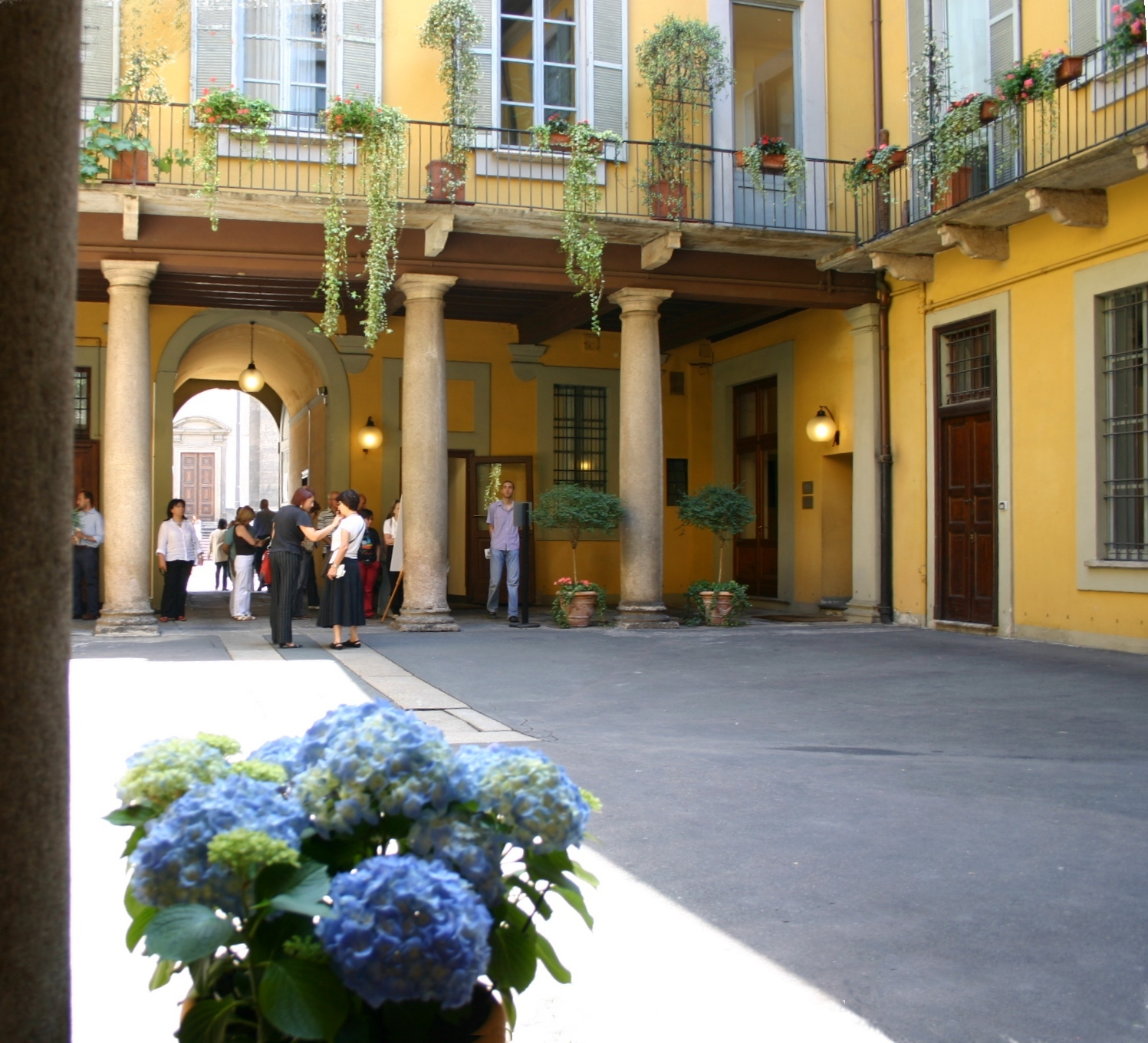
Scorcio del cortile di Palazzo Pusterla Brivio

Nella contrada si trovava parte del quartiere annonario del sestiere di Porta Ticinese, che era chiamato quartiere annonario di Sant'Ambrogio e che serviva anche parte della Nobile Contrada della Rosa. Apparteneva alla contrada di Sant'Ambrogio via San Maurilio, che esiste ancora oggi: in origine questo nome continuava anche dopo l'incrocio tra via Nerino e via Zecca Vecchia fino a via Torino. Anticamente questo secondo tratto fu prima chiamato via Sant'Ambrogio in Solariolo e poi via Sant'Ambrogio in Balla. Gli ultimi due tratti della moderna via Torino erano chiamati via della Palla e via San Giorgio in Palazzo, che prendevano il nome dalle chiese sopracitate. Altre vie degne di nota che appartenevano alla contrada erano via Bagnera, via Nerino, via Valpetrosa, vicolo dei Pusterla e parte di via Olmetto. Via della Palla, via degli Amedei e piazza San'Alessandro erano anticamente conosciute come strada va a Sant'Alessandro.      
Degna di nota è l'etimologia di via della Palla. Balla, in dialetto milanese, non significa solo "palla", ma anche "involto di merce" (vedasi anche il termine "imballaggio"): secondo la tradizione dei facchini, ovvero degli addetti al trasporto di merce, rinvennero casualmente il corpo sant'Aquilino in una fogna, qui gettato dai suoi assassini. I facchini traslarono poi la salma nella basilica di San Lorenzo, dove è tumulato tuttora. Il consorzio dei facchini aveva poi anticamente sede in via della Palla, mentre il loro luogo sacro di riferimento era la cappella di Sant'Aquilino della basilica di San Lorenzo. Il toponimo via Palla non deriva quindi dal gioco della palla, ma da "involto di merce". Questo concetto è ribadito anche dallo scrittore quattrocentesco Bettino da Trezzo:
(Bettino da Trezzo)

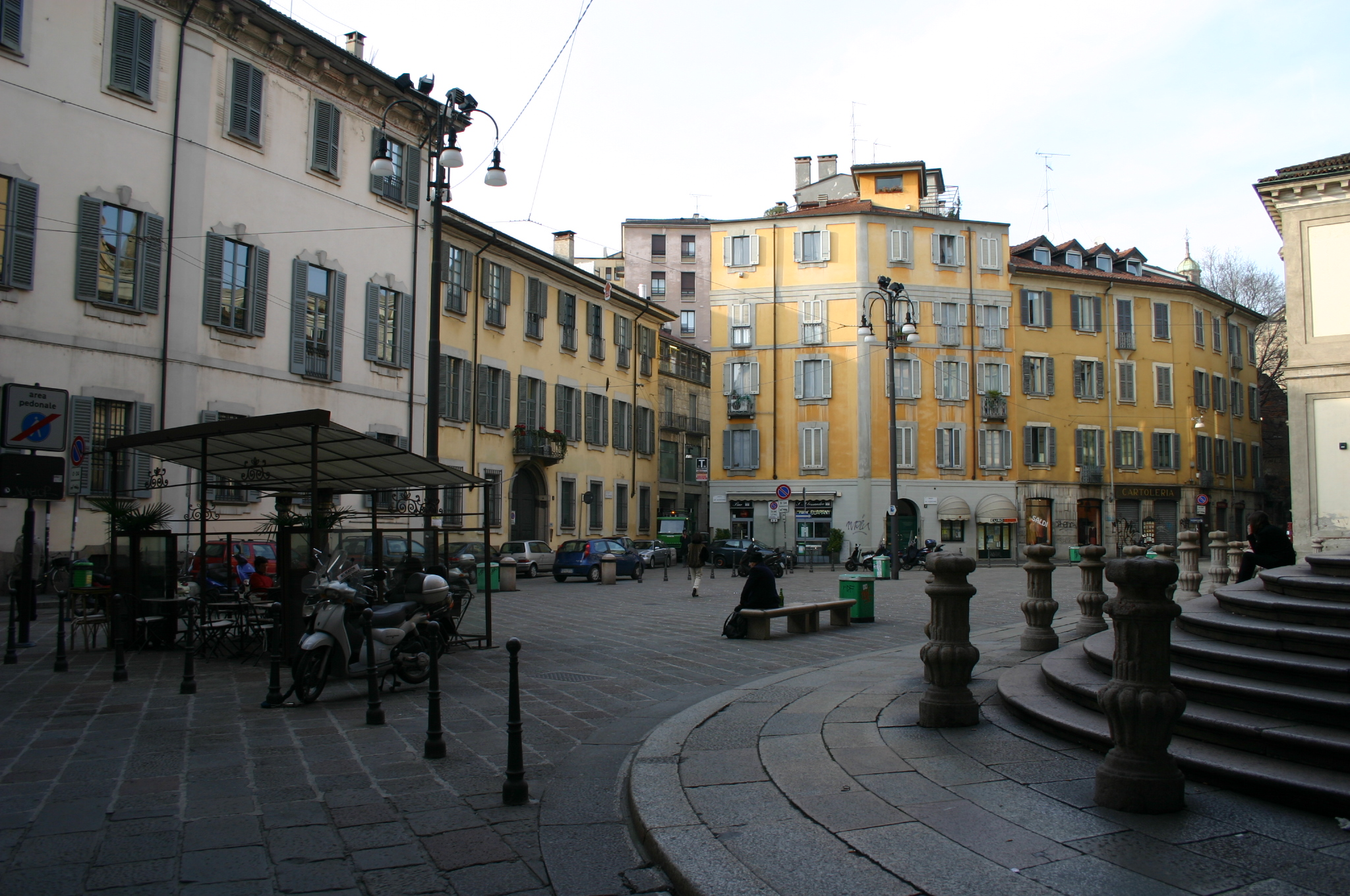
Piazza Sant'Alessandro

Il consorzio, e con esso l'obbligo di servirsi dei facchini consorziati ogni qualvolta occorreva trasportare carichi pesanti, fu abolito verso la fine della dominazione spagnola.  
Annualmente, ogni 29 gennaio, i facchini rendevano omaggio a sant'Aquilino, diventato loro protettore, con una processione da via Palla alla basilica di San Lorenzo. Durante la processione i facchini portavano un otre d'olio decorato da nastri a da fiori, il cui contenuto serviva poi a tenere accesa una lampada ad olio di fronte alla tomba del santo. L'olio contenuto nell'otre era donato dai facchini e dai mercanti di latticini di via Palla. Proprio dal privilegio di portare durante questa processione, da parte dei facchini, lo storico gonfalone di Sant'Ambrogio, deriva il nome della contrada. Il termine "palla", nella sua versione milanese balla, fa parte anche del nome di un edificio di culto della contrada, la chiesa di Sant'Ambrogio in Solariolo, conosciuta anche con il nome di chiesa di Sant'Ambrogio in Balla. 
Altra chiesa avente un toponimo che richiamava la storia della contrada era la chiesa di San Giorgio in Palazzo, che richiamava la presenza, nei suoi pressi, di un antico palazzo fortificato di proprietà della famiglia dei Pusterla, alleati dei Della Torre nella loro lotta con i Visconti. Nei suoi pressi era presente il vicolo dei Pusterla, due torri che appartenevano al palazzo citato poi parzialmente demolito e oggi conosciuto come Palazzo Pusterla Brivio, nonché il "coperto dei Pusterla", ovvero un atrio coperto dove si svolgeva il citato mercato dei latticini.